# Nintendo Video
Nintendo Video (ニンテンドービデオ, Nintendō Bideo) va ser un servei gratuït de vídeo a la carta per a la Nintendo 3DS. Es tractava d'una aplicació disponible per descarregar de la Nintendo eShop on s'hi podia veure contingut animat de productores com Aardman Animations (El xai Shaun), CollegeHumor (Dinosaur Office) o Frederator Studios (Bravest Warriors, Bee and PuppyCat), sobre franquícies de Nintendo (Kirby: Right Back at Ya!, Kid Icarus) o altres vídeos diversos (trucs de màgia, tràilers, vídeos musicals o material promocional), amb possibilitat molts d'ells de veure's en 3D.
El servei va sortir originàriament el 13 de juliol de 2011 (21 a Amèrica del Nord) i feia ús de la funcionalitat SpotPass de la consola per rebre contingut d'internet estant en mode repòs. Després els continguts es podien veure fins que la consola es tornava a connectar a internet i eren substituïts per nous vídeos, si esqueia; els continguts tenien una disponibilitat limitada i variaven entre regions. Va tancar el 31 de març de 2014 (29 de juny de 2015 a Amèrica del Nord), però molts dels seus continguts van ser moguts a la eShop, on es podien comprar per separat per poder-los veure permanentment, o des de la mateixa eShop gratuïtament si s'oferia l'opció, fins al 27 de març de 2023, que la botiga va tancar.